# 와카하라 도모야
와카하라 도모야(일본어: 若原 智哉, 1999년 12월 28일 ~ )는 일본의 축구 선수이다.

## 구단 경력
2018년 J2리그의 교토 상가 FC에 입단하였다. 2021년 J2리그 준우승으로 J1리그로 승격하였다. 2024년 J2리그의 V-파렌 나가사키로 이적했다.

## 국가대표팀 경력
그는 2019년 FIFA U-20 월드컵에 참가할 일본 U-20 국가대표팀에 발탁되었으며, 4경기에 출전했다.